# WinFuture xp-Iso-Builder
WinFuture xp-Iso-Builder ist ein Computerprogramm, mit dessen Hilfe sich angepasste Windows-XP-Installationsmedien auf Basis von Windows-Quell- oder Recovery-CDs herstellen lassen.
Die Software wird seit 2004 entwickelt und ist exklusiv beim Webportal WinFuture beheimatet. Sie wurde dort rund 1,7 Millionen Mal heruntergeladen. (Stand: Februar 2016)

## Beschreibung
Ähnlich wie bei nLite geht es darum, den Installationsaufwand zu minimieren und eine Installations-CD zu erhalten, die an die eigenen Bedürfnisse angepasst ist. Zu diesem Zweck werden beispielsweise Updates (Service Packs und Patches) direkt integriert, Anwendungen und Treiber vorinstalliert oder auch im Voraus Systemeinstellungen auf dem Installationsdatenträger gespeichert. Ebenfalls besteht die Möglichkeit, die komplette Installation unbeaufsichtigt ablaufen zu lassen, indem alle später benötigten Eingaben wie CD-Key, Benutzerkonten und Spracheinstellungen bereits vorher auf dem Datenträger abgespeichert werden.

## Unterstützte Betriebssysteme
- Windows 2000 (Professional, Server, Advanced Server)
- Windows XP (Professional, Home, N, Media Center, Tablet PC, x64)
- Windows Server 2003 (Standard, Web, Enterprise, x64, R2)